# 3囚人問題
3囚人問題（さんしゅうじんもんだい、英: Three Prisoners problem）は確率論の問題で、マーティン・ガードナーによって1959年に紹介された。「ベルトランの箱のパラドクス」を下敷きにしていると考えられている。

## 概要
ある監獄にA、B、Cという3人の囚人がいて、それぞれ独房に入れられている。罪状はいずれも似たりよったりで、近々3人まとめて処刑される予定になっている。ところが恩赦が出て3人のうちランダムに選ばれた1人だけ助かることになったという。誰が恩赦になるかは明かされておらず、それぞれの囚人が「私は助かるのか？」と聞いても看守は答えない。したがって囚人Aが恩赦になる確率はこの時点では1/3であると考えられる。
囚人Aは一計を案じ、看守に向かってこう頼んだ。「BとCのどちらが処刑されるかだけでも教えてくれないか？」すると看守は「Bは処刑される」と教えてくれた。
それを聞いた囚人Aはひそかに喜んだ。Bが死刑になる事は確定した以上、恩赦になるのはAかCのいずれか一方であるはずであり、したがってAが恩赦になる確率は1/2に上昇したからである。
果たして囚人Aが喜んだのは正しいか？

## 解法
結論を述べるためにまず記号を定義し、簡単な考察をする。「Aが恩赦になる」、「Bが恩赦になる」、「Cが恩赦になる」という事象を略記してそれぞれA、B、Cと書き、「看守が「Bは死刑になる」と答える」という事象をbとする。
看守はA自身が死刑になるか否かを答えないのであるから、恩赦になるのがBの場合、看守は必ず「Cは死刑になる」と答える。同様の理由により、恩赦になるのがCの場合、看守は必ず「Bは死刑になる」と答える。すなわち、
{\displaystyle \Pr[b\mid B]=0,~~~\Pr[b\mid C]=1}   …①
である。
しかし恩赦を受けるのがA自身であるケースでは、看守は「Bは死刑になる」という回答と「Cは死刑になる」という回答のいずれを答えるか任意に選ぶ事ができる。すなわち、
{\displaystyle \Pr[b\mid A]}
がいくつになるのかは3囚人問題のセッティングのみからは決まらず、看守の性格や思考等に依存して決まる。従って看守の答えを聞いて囚人Aが喜んだのが正しいか否かは、この{\displaystyle \Pr[b\mid A]}がどのような値になるのかに依存して異なる。
 これをみるために「Bは死刑になる」と看守から聞いた後Aが恩赦になる事後確率{\displaystyle \Pr[A\mid b]}を求める。恩赦がランダムに決まるという仮定より
{\displaystyle \Pr[A]=\Pr[B]=\Pr[C]={1 \over 3}}    …②

であるので、ベイズの定理より、
{\displaystyle \Pr[A\mid b]={\Pr[b\mid A]\Pr[A] \over \Pr[b]}={\Pr[b\mid A]\Pr[A] \over \Pr[b\mid A]\Pr[A]+\Pr[b\mid B]\Pr[B]+\Pr[b\mid C]\Pr[C]}{\underset {(2)}{=}}{\Pr[b\mid A] \over \Pr[b\mid A]+\Pr[b\mid B]+\Pr[b\mid C]}{\underset {(1)}{=}}{\Pr[b\mid A] \over \Pr[b\mid A]+1}} 
である。具体的な値をいくつか代入してみると、
{\displaystyle \Pr[A\mid b]={\begin{cases}{1 \over 2}&{\text{if }}\Pr[b\mid A]=1\\{1 \over 3}&{\text{if }}\Pr[b\mid A]={1 \over 2}\\0&{\text{if }}\Pr[b\mid A]=0.\end{cases}}} 
したがって最初に述べたように、「Bは死刑になる」と看守から聞いた後Aが恩赦になる事後確率{\displaystyle \Pr[A\mid b]}は、Aが恩赦されるケースで看守が「Bが死刑となる」と答える確率{\displaystyle \Pr[b\mid A]}に依存して値が変わる。
もしAが確率{\displaystyle \Pr[b\mid A]}に関して何ら情報を持たないなら、{\displaystyle \Pr[b\mid A]={1 \over 2}}と仮定するのは自然である(最大エントロピー原理)。この場合には、看守の返答後にAが恩赦になる確率
{\displaystyle \Pr[A\mid b]}は
1/3のままである。すなわち「恩赦の確率が1/2にあがった」という囚人Aが喜んだのは間違っている事になる。 
しかしAが{\displaystyle \Pr[b\mid A]}に関する何らかの情報（例えば「看守はBを嫌っている」という情報）を持っている場合は、必ずしも{\displaystyle \Pr[b\mid A]={1 \over 2}}とするのは自然ではない。
仮に{\displaystyle \Pr[b\mid A]=1}であれば、
{\displaystyle \Pr[A\mid b]={1 \over 2}}
となる為、囚人Aが喜んだのは正しい事になる。 
一方{\displaystyle \Pr[b\mid A]=0}であれば{\displaystyle \Pr[A\mid b]=0}
より、看守の返答を聞いたことによりAが恩赦になる確率は0に下がってしまう。

## 恩赦が等確率でない場合
上ではA、B、Cが恩赦を受ける確率はいずれも1/3である事を仮定し、{\displaystyle \Pr[b\mid A]={1 \over 2}}なら囚人が喜んだのは間違っている事を見た。
しかし例えば、恩赦になる確率だけをそれぞれA＝1/4、B＝1/4、C＝1/2に変えると、（{\displaystyle \Pr[b\mid A]={1 \over 2}}であっても）看守が「Bは死刑になる」と答えることでAの恩赦確率は1/5とかえって低下してしまう。

## 心理学の題材として
直感的・主観的に捉えて予想した確率と本当の確率が一致しないのはなぜか、さらに、解答を説明されても即座に理解できなかったり、理解したつもりでも納得できないのはなぜか、という研究が認知心理学の研究分野で行われた。
看守の返答を聞いた後Aが恩赦になる確率のアンケートを行ったある研究では、回答者の76％が1/2、14％が1/3と解答している。しかし、確率は統計に基づくことを説明するヒントを載せたところ、この比率は逆転した。